# Wacław Święcicki

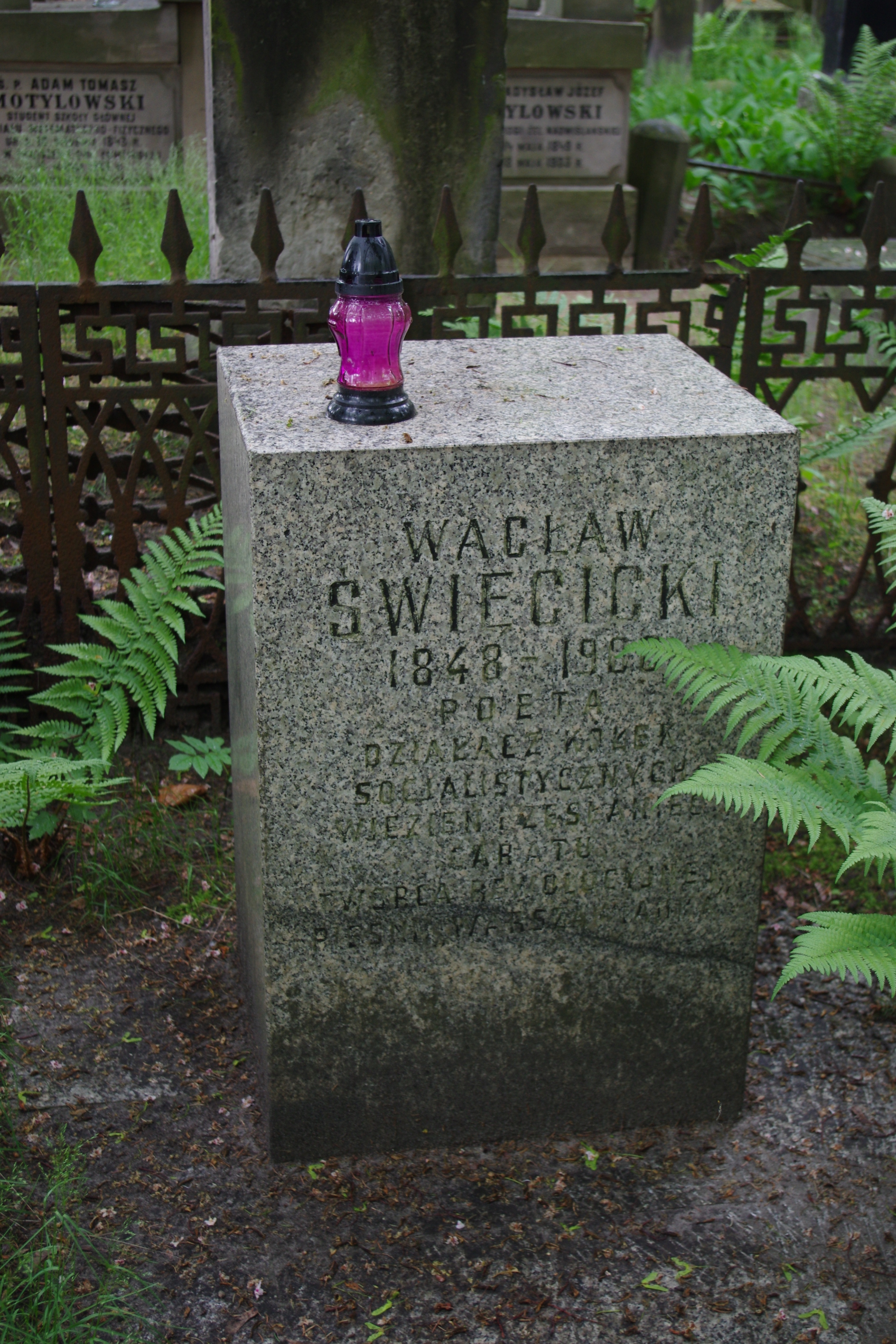
Grab von Wacław Święcicki

Wacław Święcicki (* 1848 in Warschau; † im Oktober 1900 ebenda) war ein polnischer Dichter, sozialistischer Politiker und Gewerkschafter.
Sein bekanntestes Werk ist die Warschawjanka.